# Lasioglossum hummeli
Lasioglossum hummeli là một loài Hymenoptera trong họ Halictidae. Loài này được Blüthgen mô tả khoa học năm 1934.